# Ганс-Генріх Вурмбах
Ганс-Генріх Вурмбах (нім. Hans-Heinrich Wurmbach; 12 травня 1891, Зіген — 16 грудня 1965, Шлезвіг) — німецький офіцер, адмірал крігсмаріне. Кавалер Німецького хреста в золоті.

## Біографія
1 квітня 1911 року вступив на флот. Пройшов підготовку на важкому крейсері «Ганза» та у військово-морському училищі. З 1 жовтня 1913 року служив на легкому крейсері «Страсбург». Учасник Першої світової війни. З 16 листопада 1917 по 18 січня 1918 року — командир підводного човна SM U-38, з 8 жовтня по 11 листопада 1918 року — SM UC-101.
Після демобілізації армії залишений на флоті. З 24 листопада 1919 по 31 травня 1920 року — ад'ютант 4-го морського полку 2-ї морської бригади. В 1920/22 роках — інструктор військово-морського училища в Фленсбурзі-Мюрвіку. З 3 січня 1922 року — ад'ютант начальника Морського керівництва. З 15 жовтня 1925 року — ад'ютант та торпедний офіцер на легкому крейсері «Емден», з 2 квітня по 30 вересня 1928 року — ад'ютант командувача в Кілі. З січня 1930 року служив в інспекції військово-морських навчальних закладів. З 2 жовтня 1932 по 18 січня 1933 року — 1-й офіцер легкого крейсера «Емден», з 1 квітня 1933 року — броненосця «Дойчланд». 5 жовтня 1934 року направлений в Рим як військово-морський аташе посольства Німеччини. Після повернення в Берлін 1 жовтня 1936 року призначений начальником Адміністративного управління ОКМ.
З 31 жовтня 1938 року — командир броненосця «Адмірал Шеер». З 25 жовтня 1939 року — начальник штабу військово-морської станції «Остзе», одночасно з 6 листопада 1939 по 20 травня 1940 року очолював штаб Командування групи ВМС «Схід». З 15 травня 1942 року — командувач-адмірал на Чорному морі. До завдань Вурмбаха входило керівництво незначними німецькими силами, а також координація дій румунського флоту. 15 вересня 1942 року замінений адміралом Гельмутом Гайє і лише 19 березня 1944 року був призначений командувачем-адміралом в Данії (з 16 квітня 1944 року — в Скагерраку). Залишався на цій посаді до кінця війни, а вже після капітуляції Німеччини 9 травня 1945 року прийняв командування Морським командуванням у Данії. 4 серпня 1945 року вийшов у відставку.

## Звання
- Морський кадет (1 квітня 1911)
- Фенріх-цур-зее (15 квітня 1912)
- Лейтенант-цур-зее (3 серпня 1914)
- Оберлейтенант-цур-зее (26 квітня 1917)
- Капітан-лейтенант (1 березня 1921)
- Корветтен-капітан (1 квітня 1929)
- Фрегаттен-капітан (1 жовтня 1934)
- Капітан-цур-зее (1 жовтня 1936)
- Контрадмірал (1 вересня 1940)
- Віцеадмірал (1 вересня 1942)
- Адмірал (1 жовтня 1944)

## Нагороди
- Залізний хрест
  - 2-го класу (11 травня 1915)
  - 1-го класу (24 вересня 1917)
- Ганзейський Хрест (Любек; 2 жовтня 1915)
- Галліполійська зірка (Османська імперія)
- Хрест «За військові заслуги» (Австро-Угорщина) 3-го класу з військовою відзнакою
- Нагрудний знак підводника (1918) (26 жовтня 1918)
- Знак Заслуг 2-ї морської бригади Ергардта (1 березня 1920)
- Орден Заслуг (Чилі), командорський хрест
- Почесний хрест ветерана війни з мечами (23 жовтня 1934)
- Медаль «За вислугу років у Вермахті» 4-го, 3-го, 2-го і 1-го класу (25 років; 2 жовтня 1936) — отримав 4 нагороди одночасно.
- Орден Корони Італії, офіцерський хрест (24 листопада 1936)
- Орден Заслуг (Угорщина), командорський хрест (20 серпня 1938)
- Медаль «У пам'ять 1 жовтня 1938 року»
- Медаль «У пам'ять 22 березня 1939 року»
- Застібка до Залізного хреста
  - 2-го класу (2 жовтня 1939)
  - 1-го класу (17 квітня 1940)
- Медаль «Хрестовий похід проти комунізму» (Румунське королівство; 10 травня 1942)
- Медаль «За відвагу на морі» 3-го класу (Румунське королівство; 15 серпня 1942)
- Орден Михая Хороброго 3-го класу (Румунське королівство;15 січня 1943)
- Німецький хрест в золоті (28 грудня 1943)
- Кримський щит
- Орден Корони короля Звоніміра, великий хрест (Незалежна Держава Хорватія)